# 張瓊方
張瓊方（1985年6月27日—）臺灣新聞主播，曾任年代新聞台主播、鳳凰衛視主播，曾任三立新聞台《台灣大頭條》當家主播、三立iNEWS《好宅敲敲門》主持人。

## 學歷
- 台灣大學圖書資訊學系(加修傳播學程)。
- 中山女中。

## 經歷
- 三立新聞台專題記者、主播、主持人、製作人、《台灣大頭條》當家主播。
- 三立iNEWS《財經午報》主播、主持人。
- 鳳凰衛視主播、主持人。
- 年代新聞台記者、氣象主播、兼任主播、專任主播、主持人。

## 曾播報或主持的節目
- 三立新聞台《台灣大頭條》當家主播（2022年9月20日～2023年11月7日）。[6]
- 三立iNEWS《好宅敲敲門》主持人（2022年10月1日～2023年11月12日）。
- 三立iNEWS《財經午報》主播（2022年9月2日～2022年9月12日）。
- 三立新聞台《整點新聞》主播。
- 三立新聞台《1300正午新聞》主播。
- 三立新聞台《移動360》主持人。
- 三立新聞台《生活好簡單》主持人。
- 三立新聞台《當我們"童"在一起》主持人。
- 三立新聞台《金曲美聲經典重現》主持人、製作人。
- 年代新聞台《日本311大地震後東北觀光重建》（震後日本新方向系列報導）。
- 年代新聞台《年代FUN心看》主持人。
- 年代新聞台《整點新聞》主播。
- POP Radio《POP大國民》主持人(2024年8月6日-2024年11月26日）

## 曾主持活動或典禮
- 101年，總統府國慶大典-三立轉播主播。
- 2013年，台北市府跨年-三立連線轉播主播。
- 2013年，金曲獎-三立外場連線主播。
- 2014年，高雄夢時代-跨年晚會連線主播。
- 2016年，台北市府跨年-三立連線轉播主播。
- 2016年，520總統就職大典-三立連線轉播主播。
- 教育部100年度-大專畢業生創業服務計畫-成果發表暨頒獎典禮-主持人。
- 2013年，年度傳媒體驗營主播論壇-培訓活動-主講人。
- 2013年，年度文化大學主辦-全國主播大賽-評審。
- 2014年，三立愛台客明星運動會-主持人。
- 2015年，全國藝陣強強盃-主持人。
- 2023年，中華民國總統府國慶大典-主持人

## 外部連結
- 張瓊方的Facebook專頁
- 張瓊方的Instagram帳戶